# Nondier Romero
Nondier Romero (Palmira, Valle del Cauca, Colombia; 22 de enero de 1979) es un exfutbolista colombiano. Jugaba de defensa y se retiró en el Orsomarso de Colombia.

## Trayectoria
Nacido en Palmira, debutó como profesional en el desaparecido Expreso Palmira F.C. de la Categoría Primera B entonces dirigido por Eduardo Lara quien lo llevó al Deportes Quindío que logró el ascenso en 2001 jugando como volante de primera línea, aunque antes había jugado con el América de Cali la temporada 2000; con los diablos rojos jugó luego una segunda etapa entre 2002 y 2006 consagrándose en la titular y siendo uno de los hombres importantes en distintas campañas. en el Apertura 2009 un gol en la final con Junior que luego serviría para lograr un nuevo título del club Albo, en 2012 regresa al América de Cali para disputar el Torneo de Ascenso de la mano de Eduardo Lara, en 2013 seguirá con los diablos rojos.

## Clubes
| Club                | País     | Año         |
| ------------------- | -------- | ----------- |
| Expreso Palmira     | Colombia | 1998        |
| América de Cali     | Colombia | 2000 - 2001 |
| Deportes Quindío    | Colombia | 2001 - 2002 |
| América de Cali     | Colombia | 2002 - 2006 |
| Once Caldas         | Colombia | 2006        |
| América de Cali     | Colombia | 2007        |
| Deportes Quindío    | Colombia | 2008        |
| Once Caldas         | Colombia | 2008 - 2009 |
| Atlético Huila      | Colombia | 2010        |
| América de Cali     | Colombia | 2012 - 2013 |
| Jaguares de Córdoba | Colombia | 2013        |
| Orsomarso           | Colombia | 2014        |
| Orsomarso           | Colombia | 2018 - 2019 |

## Palmarés

### Campeonatos nacionales
| Título               | Club             | País     | Año  |
| -------------------- | ---------------- | -------- | ---- |
| Primera División     | América de Cali  | Colombia | 2000 |
| Primera B            | Deportes Quindío | Colombia | 2001 |
| Torneo Apertura      | Once Caldas      | Colombia | 2009 |
| Primera B (Apertura) | América de Cali  | Colombia | 2012 |